# 克蘭菲爾德峰
83°38′S 160°54′E / 83.633°S 160.900°E
克蘭菲爾德峰（Cranfield Peak），是南極洲的山峰，位於沙克爾頓海岸，屬於伊麗莎白女王嶺的一部分，海拔高度2,850米，由英聯邦的探險隊命名，現時由南極條約體系管理。